# Cirriformia limnoricola
Cirriformia limnoricola är en ringmaskart som beskrevs av Kirkegaard och Santhakumaran 1967. Cirriformia limnoricola ingår i släktet Cirriformia och familjen Cirratulidae. Inga underarter finns listade i Catalogue of Life.